# Ramonda latifrons
Ramonda latifrons là một loài ruồi trong họ Tachinidae.